# Madeleine Gates
Madeleine Randel Gates (* 30. Oktober 1998 in Laguna Hills, Kalifornien) ist eine US-amerikanische Volleyballspielerin.

## Karriere
Gates begann ihre Karriere an der La Jolla High School in San Diego. Von 2016 bis 2017 studierte sie an der University of California, Los Angeles und spielte in der Universitätsmannschaft Bruins. Danach wechselte sie zur Stanford University. Mit der Universitätsmannschaft gewann die Mittelblockerin 2019 die NCAA-Meisterschaft. 2020 wurde Gates vom deutschen Bundesligisten Dresdner SC verpflichtet. Mit den Elbestädtern wurde sie 2021 Deutsche Meisterin und verlängerte ihren Vertrag um ein Jahr. Nach dem Ende der Saison 2021/22 wurde ihr Vertrag in Dresden nicht verlängert.